# 시모카와촌 (아이치현 기타시타라군)
시모카와촌(下川村)은 아이치현 기타시타라군에 설치되었던 촌이다. 현재의 도에이정에 해당한다.